# Oediceroides emarginatus
Oediceroides emarginatus is een vlokreeftensoort uit de familie van de Oedicerotidae. De wetenschappelijke naam van de soort is voor het eerst geldig gepubliceerd in 1938 door Nicholls.